# Batrachoseps kawia
Batrachoseps kawia é um anfíbio caudado da família Plethodontidae endémica dos Estados Unidos.
Está presente na Califórnia, na bacia do rio Kaweah, entre os 500 e os 2200 metros de altitude.
O seu habitat inclui florestas, principalmente em áreas em que a densidade de árvores é baixa, em zonas húmidas.
Não são conhecidas ameaças à conservação.